# Libertad sindical
La libertad sindical es un derecho (fundamental) de los trabajadores y sus agrupaciones para agruparse y defender sus intereses comunes. Cabe destacar que dicha noción comprende todos los atributos de la libertad sindical, tanto en perspectiva individual como colectiva, garantizando la actividad previa y necesaria para constituir sindicatos, debiendo reconocerse sus pilares que son organización, regulación, representación, negociación y huelga, y su objeto, que es la defensa de los intereses comunes.

## Origen y etapas evolutivas de la libertad sindical.
Si bien es cierto que, autores como Cabanellas (2001) refieren como antecedente lejano a las primeras formas de asociaciones profesionales y sus diversas expresiones históricas (corporaciones primitivas, sodalites y collegias, colegios romanos, agrupaciones de artesanos, mercaderes y otras formas de asociacionismo profesional), en realidad la libertad sindical es consecuencia de la llamada Revolución Industrial, el cambio del sistema productivo y sus consecuencias.
Autores europeos –básicamente- describen la evolución de la libertad sindical en tres etapas o trifasica; a saber: prohibición – tolerancia - reconocimiento. Su prohibición fue un fenómeno evidente en Europa (Vg. El Edicto de TURGOT y con mayor fuerza la Ley Chapelier de 1791). La llamada cuestión social, genera –en plena prohibición- tímidas e incipientes reacciones entre los trabajadores (tímidas al principio) y que luego irrumpirán con mayor énfasis y en forma virulenta en distintos espacios (incluso con asociaciones obreras de carácter clandestino o al margen de la ley) al punto que después de múltiples huelgas, manifestaciones y otras acciones colectivas conquistarán la tolerancia por parte del Estado y en consecuencia el reconocimiento normativo posterior. Es en este estadio, donde tiene lugar el llamado advenimiento del régimen sindical.
Corolario de lo anterior, esa libertad sindical incipiente deja de ser un delito, para merecer el interés del Estado y convertirse en un derecho cuyo último estadio evolutivo será su reconocimiento en instrumentos internacionales como un derecho humano fundamental (De Freitas, J., 2008).
Se[¿quién?] discute que en América Latina, este esquema no necesariamente se reprodujo con exactitud. Julio Godio en su obra intitulada Historia del movimiento obrero Latinoamericano refleja muy bien las posturas ideológicas que marcaron el origen y desarrollo del movimiento obrero frente a lo cual la mejor conclusión sería que si bien es cierto, la influencia ideológica se recibe del extranjero, no necesariamente ello implica correspondencia fáctica respecto de los hechos que marcaron el esquema evolutivo europeo.

## Naturaleza jurídica de la libertad sindical
Es un derecho fundamental, civil y básico, estrechamente vinculado a los derechos humanos, consagrado constitucionalmente, en tratados internacionales y en la legislación común y especial, y siempre de ejercicio colectivo aún en su ámbito individual. Este interés colectivo presenta como características: tratarse de una combinación de intereses individuales; en sí mismos resultar indivisibles siendo su satisfacción colectiva; corresponder a un interés común final y no instrumental; resultar su naturaleza privada.
En definitiva, lo que caracteriza a la libertad sindical es su estrecha relación con los intereses colectivos de los trabajadores, sobre la base de los cuales ellos se organizan a fin de satisfacer sus necesidades en el ámbito colectivo, en armonía con los demás derechos sociales, destacándose por tanto que los derechos colectivos no son patrimonio exclusivo del derecho colectivo, sino también del derecho social, que comprende al laboral. 
Destacar por último que la libertad sindical corresponde a un derecho humano esencial, reconocido al máximo nivel, a saber, constitucional, en armonía con los tratados vigentes en la materia que también están en dicho rango y por tanto gozan de supremacía. Así, la libertad de asociación, en materia sindical, con todas sus demás propiedades asociadas, como negociación y autotutela, reviste la mayor importancia para la defensa de los legítimos intereses de los trabajadores y ello se enmarca en el corpus juris de los derechos humanos, como inherentes a la naturaleza del hombre por el solo hecho de ser tal. Ahora bien, pese a ser un derecho humano básico, reconoce límites como todos los demás, ya sea en cuanto a su alcance o bien por colisión con otros derechos fundamentales. Destacar que si bien existe discusión y resulta difícil establecer si es un derecho humano de primera o segunda generación, y de ser o no un derecho social más que civil o político, ello no obsta a que sí corresponde sin dudas a un derecho de cumplimiento inmediato de los estados parte del pacto respectivo.

## Atributos de la libertad sindical
Todas estas manifestaciones son atribuibles también a los empleadores y sus organizaciones.
Deben ser respetados tanto por el Estado como por los particulares, especialmente los empleadores respecto de los trabajadores.
Los tres primeros se relacionan con la libertad sindical individual y los restantes con la colectiva.

### Libertad de constitución
Forma parte de la libertad sindical individual positiva y consiste en la facultad de los trabajadores y empleadores de constituir libremente las organizaciones sindicales que más les convengan.
La libertad de constitución, significa que la legislación no debe hacer distinciones en cuanto a la posibilidad de constituir sindicatos, estableciendo discriminaciones en cuanto a ocupación, sexo, color, raza, credo, nacionalidad y opinión política; tampoco debe exigirse una autorización previa para constituirlos, y el tipo de organización debe ser libremente determinado por los constituyentes de la misma.
La única excepción a este atributo radica en los límites que el estado pueda contemplar respecto de las fuerzas armadas y de la policía, las cuales, por razones de orden general, pueden quedar excluidas de estos derechos.

### Libertad de afiliación
Con la libertad de afiliación o asociación, los trabajadores, los empleadores y sus respectivas organizaciones, son libres de adherirse a la o las organizaciones o agrupaciones que deseen.

### Libertad sindical negativa
El derecho a asociarse tiene su contraparte y es conocida como sindicalización negativa. la cual viola los derechos fundamentales de la persona cuando se favorece la sindicalización o se coacciona a los trabajadores para que se afilien.
Los trabajadores y empleadores son libres de no estar o desafiliarse de la o las organizaciones a que pertenezcan y de no pertenecer a organización alguna, lo que incluso puede garantizarse a nivel legal.
Por el contrario, si la legislación establece la afiliación obligatoria se transgrede este atributo y la libertad sindical. Si la legislación nada dice y la sindicalización obligatoria es determinada por los actores sociales a través de la negociación colectiva, la OIT estima que no se vulnera la libertad sindical.

### Libertad colectiva de reglamentación
Consiste en la facultad de los sindicatos para dictar sus propios estatutos y reglamentos internos. 
Si la legislación establece exigencias a los estatutos, éstas deben ser sólo de forma y no pueden quedar sujetos a una aprobación previa, de carácter discrecional, por parte de las autoridades.

### Libertad colectiva de representación
Los sindicatos son libres para elegir a sus representantes sin injerencia del Estado y con la única limitación de presentar el principio democrático.

### Libertad colectiva de disolución
Los sindicatos solo pueden ser disueltos o su actividad suspendida por un acuerdo de sus afiliados o por resolución judicial. Jamás podrán ser disueltos o suspendidos por una decisión administrativa.

### Libertad colectiva de actuación sindical
Consiste en el derecho de los sindicatos de estructurar su propio programa de acción, en directa relación con los objetivos de la organización sindical.
Se trata del más importante de los atributos de la libertad sindical, toda vez que sin este no tienen sentido los demás.
Esta libertad faculta a los sindicatos para organizar libremente su administración y actividades internas, sin injerencias de ninguna especia, salvo el respeto del principio democrático en la adopción de sus decisiones, para lo que el estado puede establecer reglas mínimas que aseguren dicha democracia.
Esta libertad implica una serie de derechos, entre ellos es posible destacar:
- El derecho a disponer libremente de sus fondos y recursos.
- Celebrar reuniones sindicales.
- Que los dirigentes tengan acceso a los lugares de trabajo y mantener contacto con la gente de la dirección.
- Realización de actividades políticas relativas a los intereses de los representados.
- La posibilidad de concurrir y ser oídos ante organismos públicos.
- Mantener un diario mural.
- Realizar declaraciones públicas.
- Participar en procesos de concertación social.
- Especialmente el derecho de negociación colectiva y huelga.

En este sentido tanto la huelga como la negociación colectiva son instrumentos esenciales de la libertad sindical. La huelga es un derecho fundamental y constituye la principal garantía de cumplimiento de los derechos laborales, más eficaz que cualquier otro mecanismo judicial o administrativo.
Se señala que sólo en la dimensión colectiva los trabajadores recuperan su libertad perdida en el contrato de trabajo, y cuya máxima expresión es la subordinación.
Una de las características de la actuación colectiva es su capacidad para crear derecho o sancionar la aplicación del mismo. En ese sentido la huelga puede establecer nuevas reglas entre las partes y sancionar su incumplimiento por parte del empleador.
Toda la actuación sindical y especialmente la negociación colectiva y la huelga, nos llevan a la noción de autonomía sindical o colectiva. Recordando la distinción entre libertad sindical negativa y positiva, identificamos la autonomía con esta última, ya que la libertad positiva implica la posibilidad de orientar la voluntad hacia un objetivo, adoptando las decisiones sin verse sometido a la voluntad de otro. Mientras la libertad negativa es una cuantificación de la acción, la positiva es una cuantificación de la voluntad. Ambas libertades son diferentes pero no incompatibles.
En el derecho del trabajo, la principal característica de su fuente radica en la autonomía colectiva, en cuanto poder normativo que se concreta en el contrato colectivo. 
En ese sentido la autonomía colectiva puede ser definida como “un poder normativo de empresarios y trabajadores para la regulación de las relaciones de trabajo”.
La libertad colectiva de actuación sindical es funcional, ya que pretende que el trabajador participe en la formación de las reglas que gobiernan las relaciones de trabajo. Se trata de un poder conjunto de los representantes de los trabajadores y empresarios, que hace efectivo un proceso de negociación entre los sujetos que lo comparten.

### Libertad colectiva de federación
Los sindicatos pueden libremente federarse, confederarse y formar organizaciones internacionales, así como asociarse o desafiliarse de las mismas. Además las federaciones y confederaciones, por su parte gozan de los demás atributos de la libertad sindical.
Finalmente es necesario destacar que otro elemento esencial de la libertad sindicales la efectiva tutela de la misma, por medio de medidas como el fuero, los permisos sindicales y las prácticas antisindicales.

## Reconocimiento de la libertad sindical en instrumentos internacionales
En la actualidad, existen diversos tratados internacionales que incorporan a la libertad sindical (directa o indirectamente) en su cuerpo normativo. A continuación se hace referencia a los más relevantes:
- La Declaración Universal de los Derechos Humanos de 1948, que contiene en su artículo 23.4 el derecho de toda persona a fundar sindicatos y sindicarse para la defensa de sus intereses.

- El Pacto Internacional de los Derechos Civiles y Políticos adoptado el 16 de diciembre de 1966 y vigente desde el 23 de marzo de 1976, en cuyo artículo 22 también se establece la libertad de asociación de orden laboral, sin permitir al Estado menoscabar el ejercicio de la libertad sindical.

- El Pacto Internacional de Derechos Económicos, Sociales y Culturales adoptado el 16 de diciembre de 1966 y vigente desde el 3 de enero de 1976, cuyo artículo 8 refiere ampliamente a la libertad sindical.

- La Convención Americana sobre Derechos Humanos suscrita en la Conferencia Especializada Interamericana sobre Derechos Humanos (San José de Costa Rica del 7 al 22 de noviembre de 1969) cuyo artículo 16 refiere a la libertad de asociación con fines laborales.

- La Convención Europea de Derechos Humanos, aprobada en el seno del Consejo de Europa, la incluye expresamente en su artículo 11, dentro del derecho de asociación.

- El Convenio 87 sobre libertad y protección del derecho de sindicación y el Convenio 98 sobre aplicación de los principios del derecho de sindicación y de negociación colectiva de la Organización Internacional del Trabajo además su misma Constitución, se confería a la libertad sindical el carácter de principio básico, lo que es posteriormente reforzado en la Declaración de Filadelfia.

## Libertad sindical por país

### La libertad sindical en España
La Constitución Española de 1978 configura la libertad sindical como un derecho fundamental en su artículo 28.1, brindándole la especial protección y garantía de los derechos constitucionales de la sección 1.ª del capítulo 2.º: reserva de ley orgánica, respeto al contenido esencial y doble tutela judicial.
La Ley Orgánica 11/1985 de 2 de agosto de Libertad Sindical (LOLS) es la encargada del desarrollo legislativo del artículo 28.1 CE.

### La libertad sindical en México
La abrogada Constitución Política Mexicana de 1857, y la actual Constitución Política de los Estados Unidos Mexicanos de 1917, mencionan el derecho de asociarse o reunirse en su Artículo 9.º
La Ley Federal del Trabajo. En su Título Séptimo. Capítulo I. Artículo 354. Reconoce la libertad de coalición.
La Ley Federal de los Trabajadores al Servicio del Estado. En su título cuarto Capítulo I. Artículo 69. Afirma el derecho a formar parte del sindicato.

### La libertad sindical en Chile
Aunque el legislador democrático en Chile ha realizado numerosas enmiendas pro trabajador en el derecho individual del trabajo, no obstante mantener espacios importantes de flexibilidad, en materia de derecho colectivo perdura un sistema reglamentarista que impide el desarrollo de la libertad sindical. La negociación colectiva se mantiene dentro de la empresa, el derecho a huelga sólo puede ejercerse dentro de la negociación de empresa, sujeto a numerosos requisitos y con la posibilidad de contratar trabajadores remplazantes que hagan ilusoria esta forma de presión.
Por ello, en las cifras, la negociación colectiva se muestra con menor cobertura que años anteriores, no alcanzando, el año 2006, al 10% de las empresas en Chile.
Otro grave inconveniente para el derecho de los trabajadores se vincula a la falta de Diálogo social en Chile. Aunque hubo experiencia interesantes de concertación social a principios de los años noventa, actualmente no existe el interés ni una política de diálogo entre los actores sociales.